# Seron (comarca)
Seron (en occità Seron) és un Parçan o comarca d'Occitània situada al Llenguadoc. La seva vila principal és La Bastida de Seron.
Segons la proposta de divisió territorial d'Occitània del diari Jornalet, basada en l'obra de Frederic Zégierman Le Guide des pays de France, Seron estaria ubicat a la regió del Llenguadoc, subregió del Comtat de Foix.
Altres classificacions proposen que el Seron es consideri una subcomarca que s'integri al País de Foix (País de Fois-Seron).
Es dona la circunstància que tot i que el Seron pertanyia al comtat de Foix, d'influència llengadociana, les parròquies depenien de l'antic bisbat de Sent Líser, al Coserans, en terra de cultura gascona.
Oficialment, les comunes del Seron estan situades al centre del departament francès de l'Arieja.